# Prealpi Venete
Le Prealpi Venete sono il settore delle Prealpi esteso soprattutto in Veneto. Fungono da ingresso alle Alpi vere e proprie, in quanto digradano verso la pianura padana. La vetta più alta è il Col Nudo, che raggiunge i 2472 m s.l.m.

## Definizione e limiti
Secondo la Partizione delle Alpi, le Prealpi Venete sono il tratto occidentale della sezione denominata Prealpi Trivenete, che comprende anche le Prealpi Carniche e le Prealpi Giulie.
Secondo le definizioni della Suddivisione Orografica Internazionale Unificata del Sistema Alpino (SOIUSA), le Prealpi Venete costituiscono una sezione delle Alpi appartenente alle Alpi Sud-orientali; in questo settore sono comprese anche alcune zone del Trentino e del Friuli. 
Secondo la classificazione delle Alpi del club alpini tedesco ed austriaco (AVE), le Prealpi Venete fanno parte invece delle Prealpi Carniche. Nella Partizione delle Alpi non si usa questa definizione, sostituita dall'espressione "Prealpi Trivenete", che però indica una sezione molto ampia, che comprende sia le Prealpi del Veneto, sia quelle del Friuli - Venezia Giulia. 
Nella suddivisione didattica tradizionale delle Alpi Italiane le "Prealpi Venete" includono tutte le Prealpi che si trovano in territorio veneto, compreso quindi anche il gruppo del Monte Baldo, che gli altri criteri includono invece nelle Prealpi Lombarde.

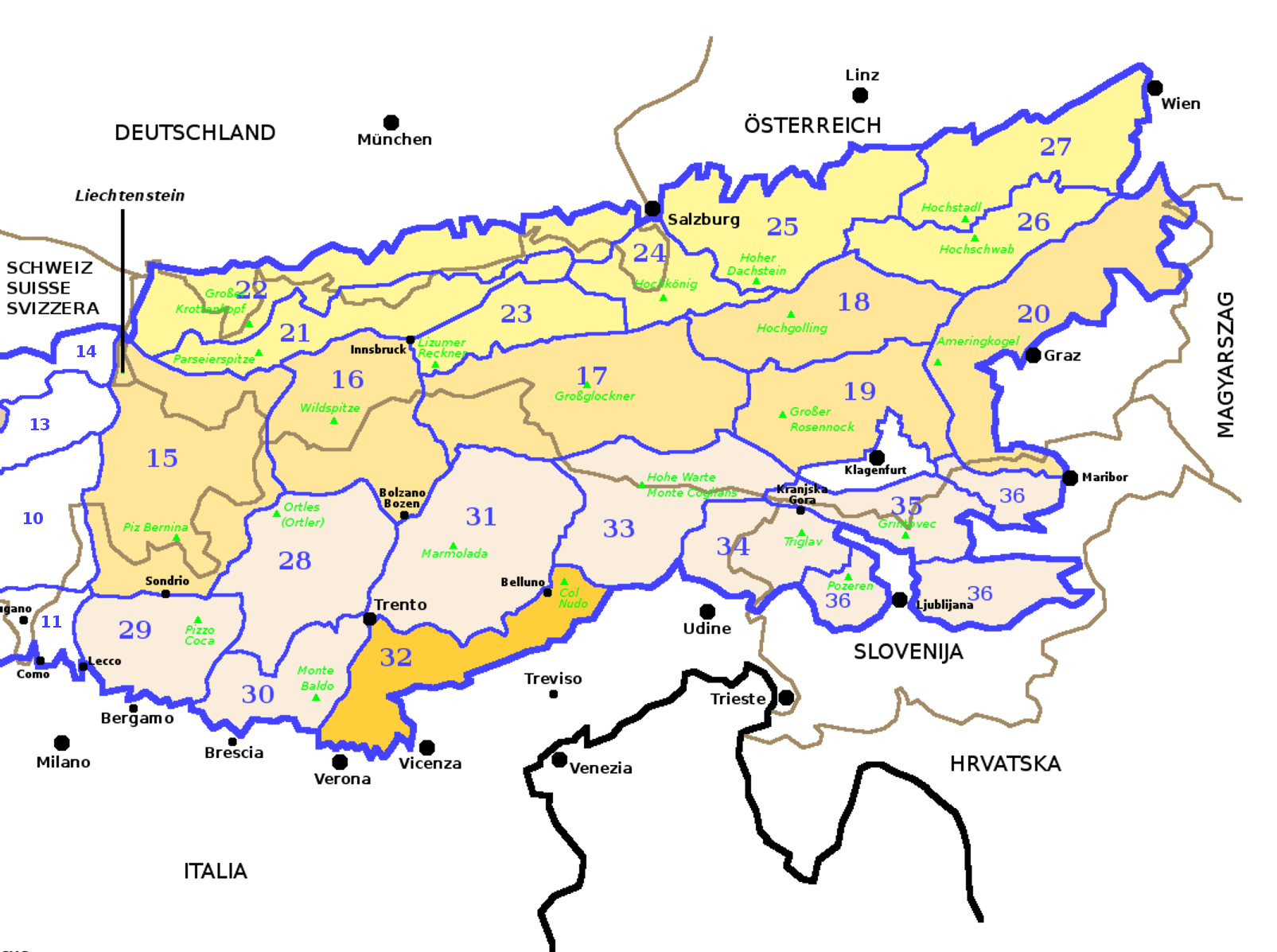
Le Prealpi Venete (sezione n. 32) nelle Alpi Orientali.

Secondo la SOIUSA, le Prealpi Venete si estendono dal corso del fiume Adige alla Valcellina, fra le province di Trento (in Trentino-Alto Adige), Verona, Vicenza, Treviso, Belluno (in Veneto) e Pordenone (in Friuli-Venezia Giulia). Sempre secondo la SOIUSA, le Prealpi Venete confinano:
- a nord con le Dolomiti, da cui sono separate dalla Sella di Pergine, dalla Valsugana, dalla Sella di Arten e dal corso del fiume Piave;
- a nord-est con le Alpi Carniche e della Gail, da cui sono separate dal Passo di sant'Osvaldo e dalla Valcellina;
- a sud con la Pianura Padana;
- ad ovest con le Prealpi Bresciane e Gardesane, da cui sono separate dal corso del fiume Adige.

## Suddivisione

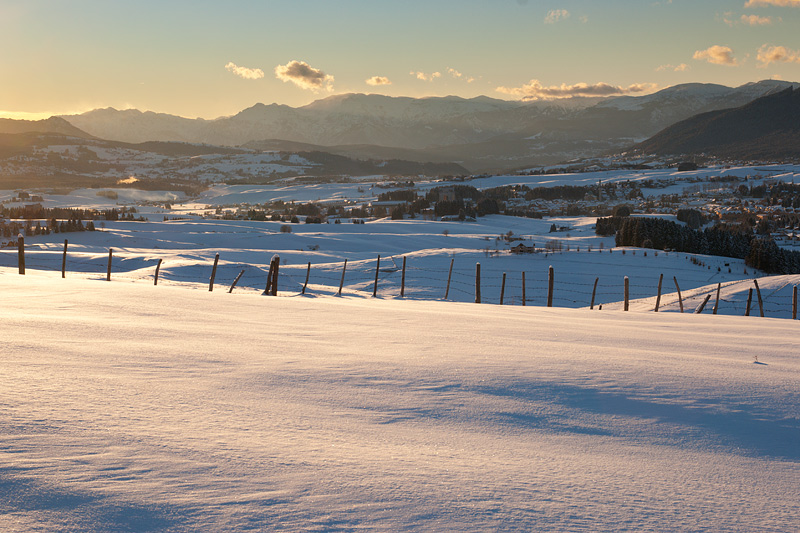
Altopiano di Asiago

Nella Partizione delle Alpi le Prealpi Venete (comprese nelle Prealpi Trivenete e non esplicitamente nominate) comprendono i seguenti gruppi: 
- Monti Lessini (21a)
- Altopiano di Asiago (21b)
- Monte Grappa (21c)
- Prealpi Bellunesi (21d)

La suddivisione didattica tradizionale delle Alpi Italiane non entra nel dettaglio della suddivisione della sezione delle Prealpi Venete.
Secondo la SOIUSA le Prealpi Venete sono suddivise in due sottosezioni e cinque supergruppi, da ovest verso est:
- Prealpi vicentine
  - Monti Lessini
  - Piccole Dolomiti
  - Gruppo degli Altipiani
- Prealpi Bellunesi
  - Massiccio del Grappa
  - Catena Cavallo-Visentin

## Vette
Le cime più importanti sono:
- Col Nudo (2472 m), tra le provincie di Belluno e Pordenone, all'estremità orientale
- Cima Dodici (2341 m) nel bordo settentrionale dell'Altopiano di Asiago
- Cima Portule (2310 m) nel bordo settentrionale dell'Altopiano di Asiago
- Cima Carega (2259 m) nel Gruppo della Carega
- Cima Palon (2232 m) nel Pasubio
- Monte Cavallo (2251 m)
- Monte Grappa (1775 m)
- Col Visentin (1764 m)
- Cima Trappola (1865 m), la massima elevazione della Lessinia

## Galleria d'immagini

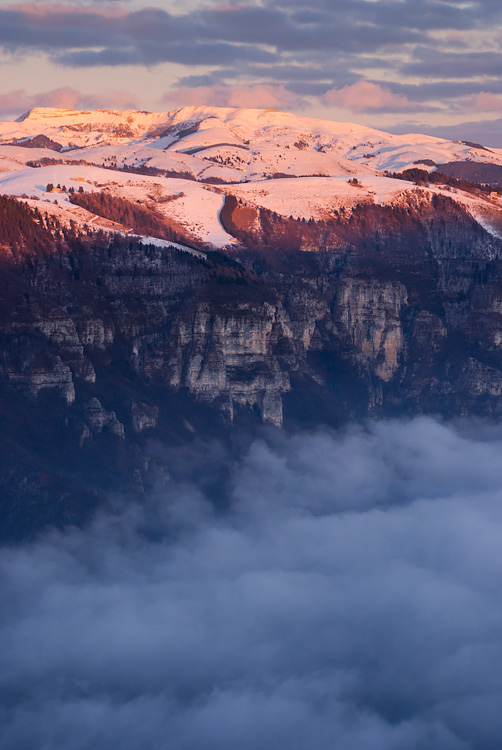
Monte Grappa
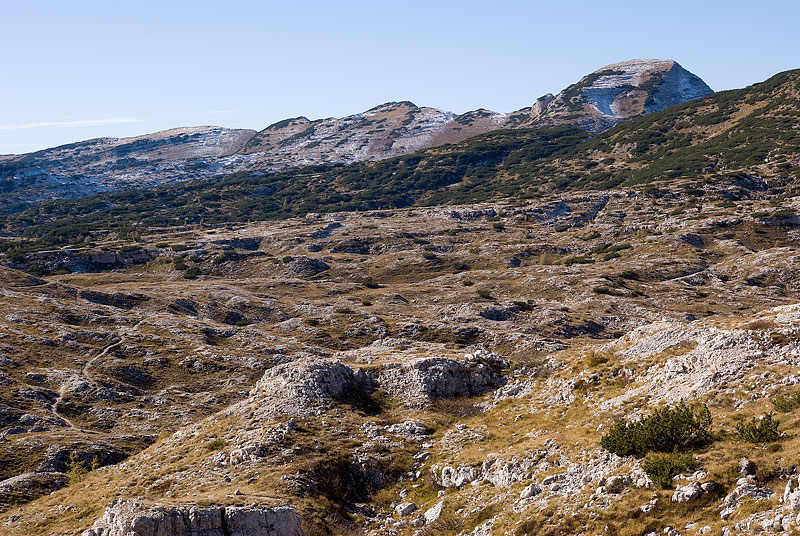
Cima XII
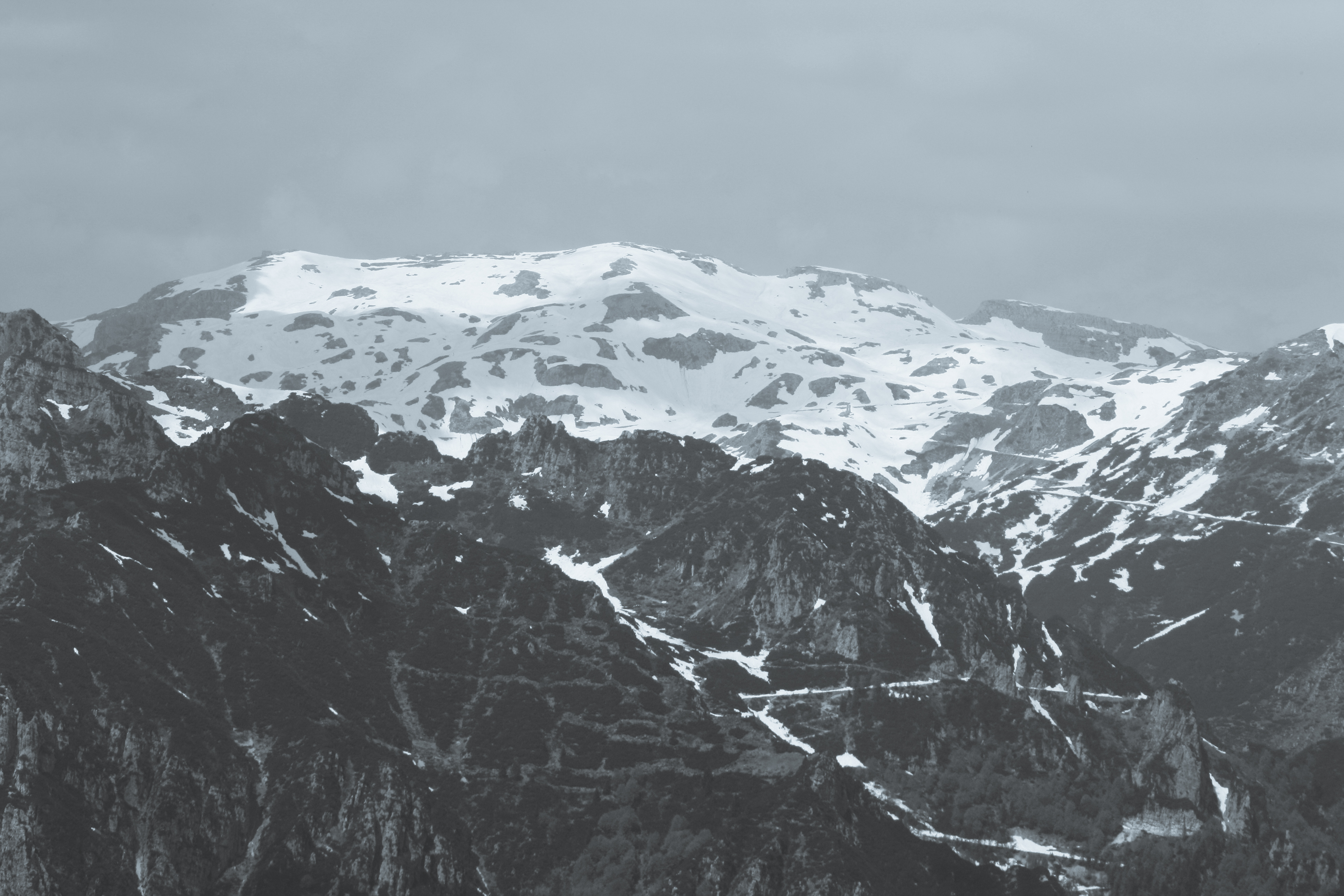
Pasubio
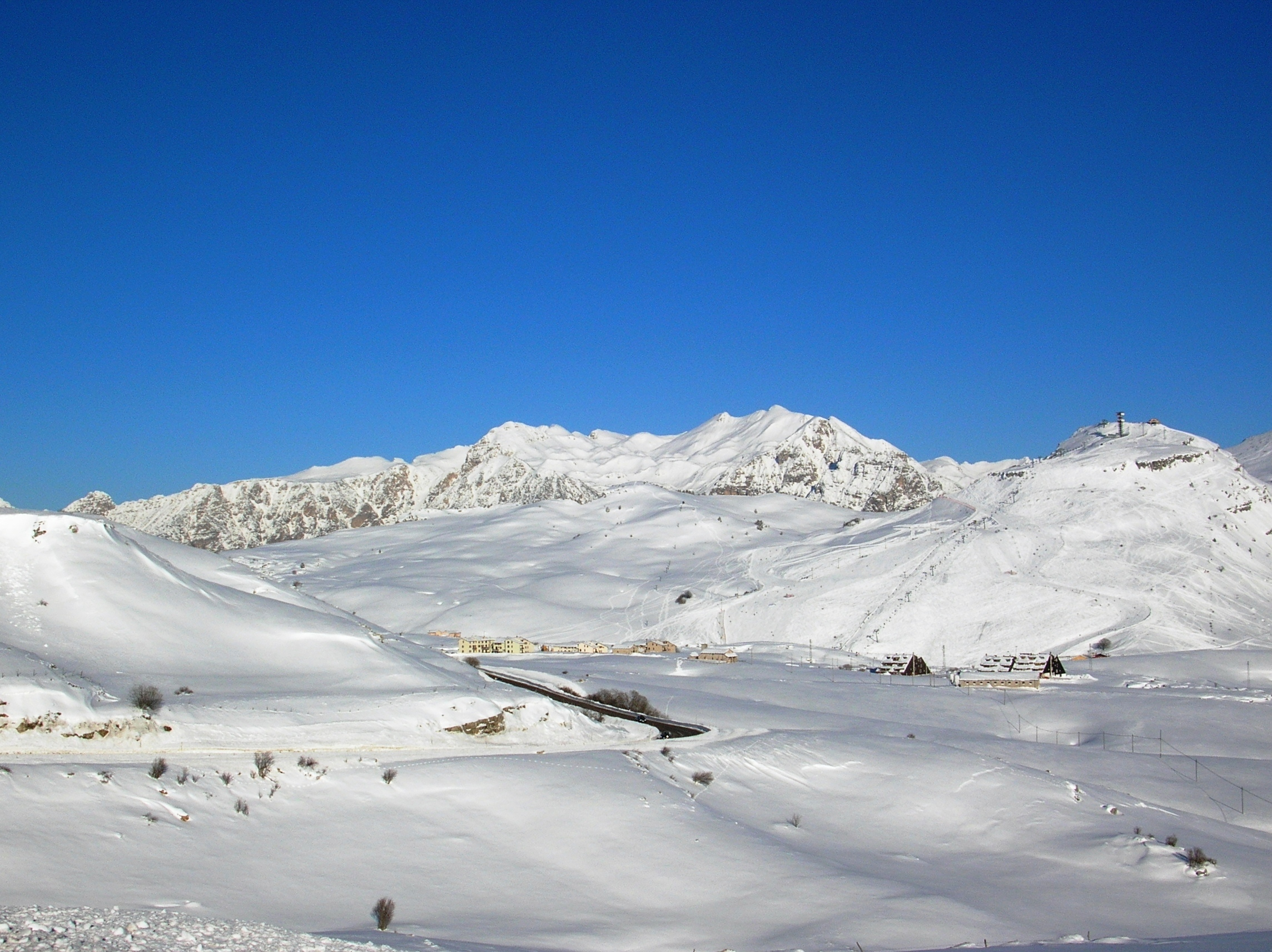
Lessinia
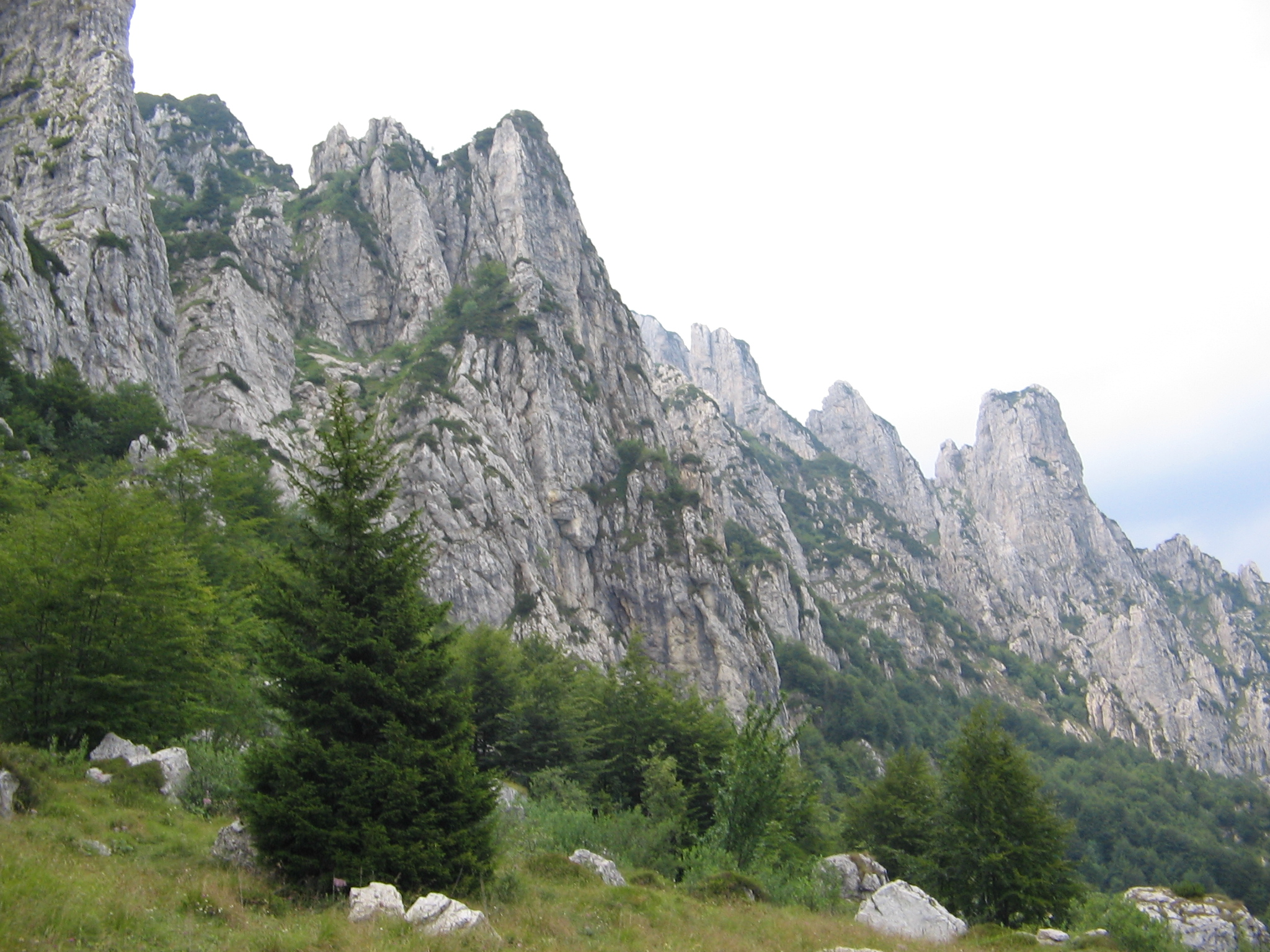
Piccole Dolomiti
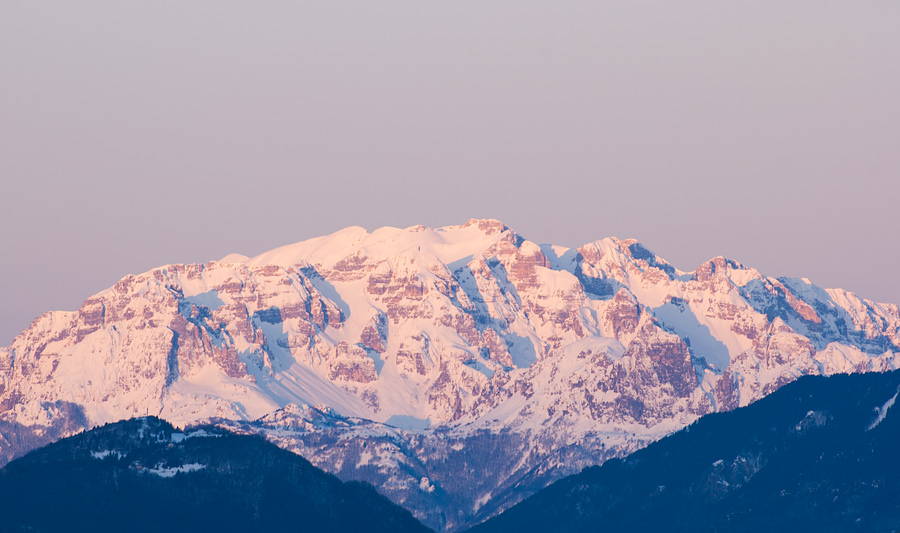
Cima Carega
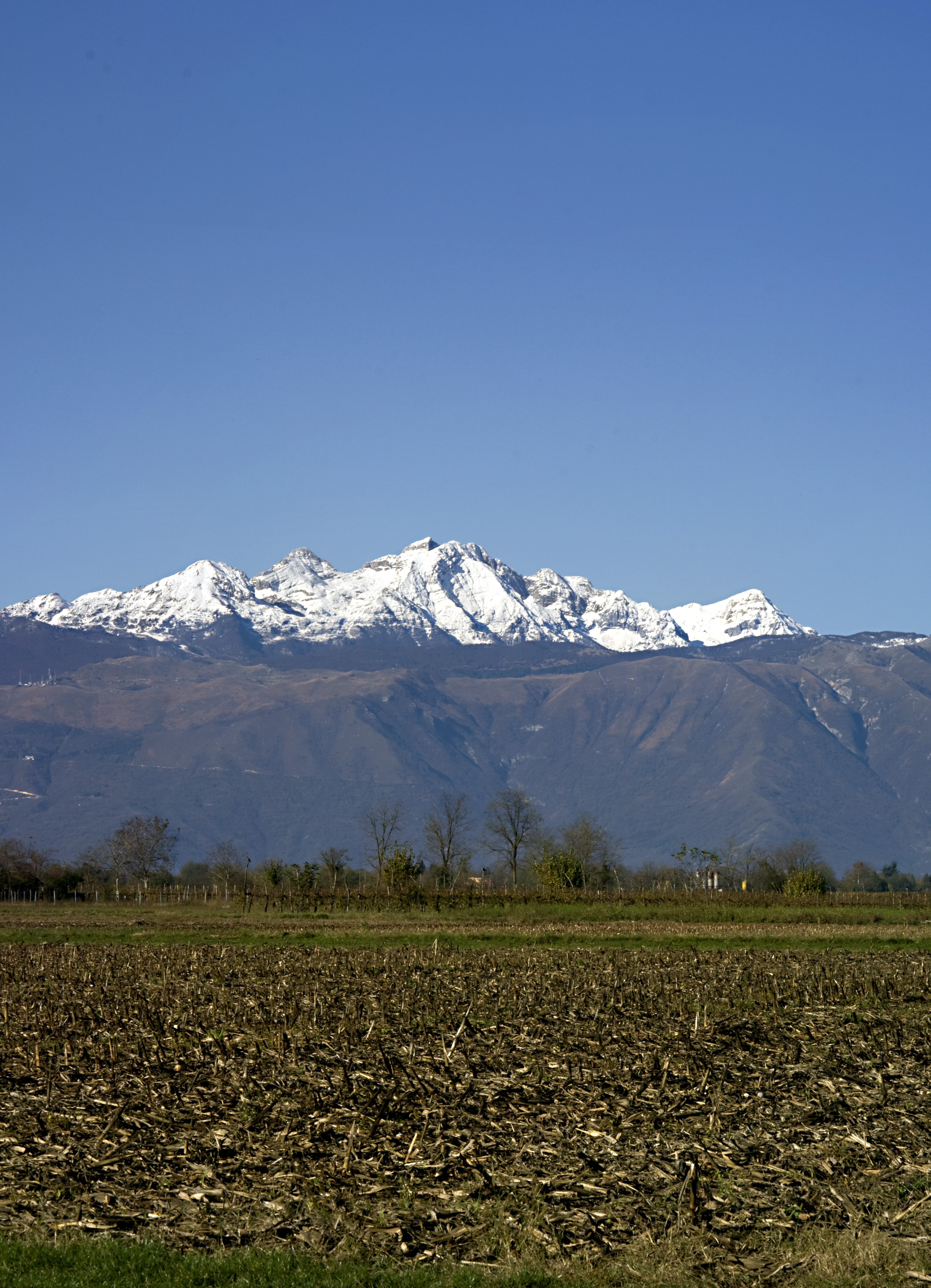
Monte Cavallo